# Emanuele Salce

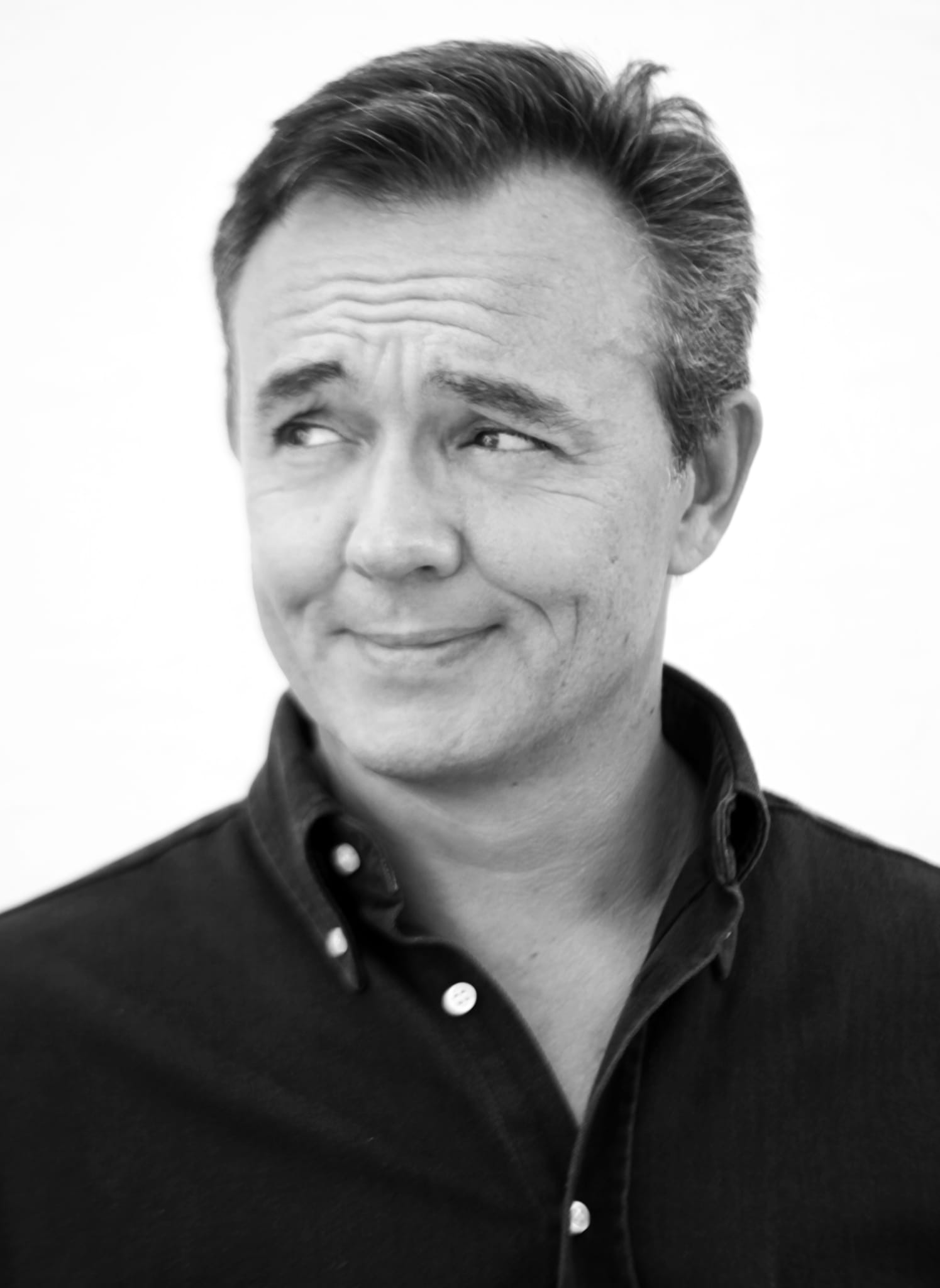
Emanuele Salce nel 2022

Emanuele Timothy Salce (Londra, 7 agosto 1966) è un attore e regista italiano.

## Biografia
Figlio dell'attore e regista Luciano Salce e di Diletta D'Andrea, si è diplomato in regia al Centro sperimentale di cinematografia nel 1991. Dopo alcune esperienze come regista di documentari per Videosapere e il Dipartimento Scuola Educazione della Rai, è stato assistente alla regia di Dino Risi, Ettore Scola, Marco Risi, Livia Giampalmo e Pasquale Squitieri, apparendo occasionalmente come attore (Concorrenza sleale, Le barzellette).
Gli anni 2000 hanno visto un’intensificazione della sua attività di attore nel cinema (Colpo d'occhio, Il padre e lo straniero), in televisione, e soprattutto in teatro (La parola ai giurati, La baita degli spettri, Riccardo III, Il topo nel cortile).
Sempre in teatro, come autore, ha realizzato lo spettacolo Mumble mumble, presentato per la prima volta al Teatro Cometa Off di Roma nel 2010, e poi replicato nelle stagioni successive con successo sempre crescente). In quest’opera, servendosi del critico Andrea Pergolari come co-autore, ha raccontato, con i moduli del paradosso e del grottesco, la sua condizione di orfano di due padri artistici: Luciano Salce e Vittorio Gassman (con cui Emanuele ha vissuto dall'età di due anni, una volta che sua madre Diletta era divenuta compagna di vita di Gassman).
Nel 2009, sempre insieme a Pergolari, ha descritto la figura del padre Luciano a vent'anni dalla scomparsa nel volume Una vita spettacolare e nel documentario L'uomo dalla bocca storta, che è stato presentato al IV Festival Internazionale del Film di Roma, al Biografilm di Bologna (2010), al premio Sergio Amidei (2011) ed ha avuto la menzione speciale come miglior documentario sul cinema ai Nastri d'argento 2010.
È socio del Mensa Italia dal 1987.

## Filmografia

### Attore

#### Cinema
- Di padre in figlio, regia di Alessandro e Vittorio Gassman (1982)
- Concorrenza sleale, regia di Ettore Scola (2001)
- Colpo d'occhio, regia di Sergio Rubini (2008)
- L'uomo dalla bocca storta – docufilm (2009) - anche regista e sceneggiatore, insieme ad Andrea Pergolari
- Il figlio più piccolo, regia di Pupi Avati (2010)
- Il padre e lo straniero, regia di Ricky Tognazzi (2010)
- Nonna si deve asciugare, regia di Alfredo Covelli – cortometraggio (2011)
- Il volto di un'altra, regia di Pappi Corsicato (2012)
- Black star - Nati sotto una stella nera, regia di Francesco Castellani (2012)
- Che strano chiamarsi Federico, regia di Ettore Scola (2013)
- Una storia senza nome, regia di Roberto Andò (2018)
- Notti magiche, regia di Paolo Virzì (2018)
- D.N.A. - Decisamente non adatti, regia di Lillo & Greg (2020)
- Il principe di Roma, regia di Edoardo Falcone (2022)
- Siccità, regia di Paolo Virzì (2022)

#### Televisione
- Una donna per amico – serie TV (1998)
- Camera Café – sitcom (2007)
- Ho sposato uno sbirro – serie TV, episodio 2x22 (2010)
- Edda Ciano e il comunista, regia di Graziano Diana – film TV (2011)
- Il commissario Manara – serie TV, episodio 2x11 (2011)
- Walter Chiari - Fino all'ultima risata, regia di Enzo Monteleone – miniserie TV (2011)
- Nero Wolfe – serie TV, episodio 1x02 (2012)
- Un matrimonio, regia di Pupi Avati – miniserie TV (2012)
- Svegliati amore mio, regia di Simona Izzo e Ricky Tognazzi – miniserie TV, episodi 2 e 3 (2021)

### Regista
- La lunga strada – cortometraggio documentaristico (2002)

## Teatro

### Attore
- Anima e corpo di e con Vittorio Gassman (1997)
- L'addio del Mattatore di e con Vittorio Gassman (1999)
- Nina, con Cosimo Cinieri e Caterina Costantini (2006)
- La parola ai giurati di e con Alessandro Gassmann (2007)
- La baita degli spettri di e con Lillo e Greg (2009)
- Intrappolati nella commedia di e con Lillo e Greg (2010)
- Mumble mumble ovvero confessioni di un orfano d'arte di Emanuele Salce ed Andrea Pergolari (2010)
- Riccardo III, regia di Marco Carniti (2011)
- Il gioco dell'amore e del caso di Piero Maccarinelli (2012)
- Il topo nel cortile, regia di Daniele Falleri (2012)
- Ti ho sposato per allegria, regia di Piero Maccarinelli (2013)
- Le nostre donne, regia di Livio Galassi, con Edoardo Siravo (2016)
- Ehi Giò di Alessio Pizzech, produzione TLS Spoleto – opera lirica (2016)
- La cena delle belve di Vahé Katcha, adattamento e regia Julien Sibre (2017)
- Signora Ava di Francesco Jovine (2019)
- Diario di un inadeguato ovvero Mumble Mumble Atto II di Emanuele Salce, in collaborazione con Andrea Pergolari, regia di Giuseppe Marini (2022)

## Riconoscimenti
- Nastro d'argento
  - 2010 – Menzione speciale per L'uomo dalla bocca storta

- Premio Flaiano per il teatro
  - 2022 – Miglior interpretazione maschile per Diario di un inadeguato[24]